# Niño Miguel
El Niño Miguel, de nom complet Miguel Vega de la Cruz (1952-2013), est un guitariste de flamenco. Né en 1952 à Huelva, il est le fils du guitariste Miguel El Tomate originaire d'Almeria de la communauté gitane du quartier de Pescadería - La Chanca.

## Biographie
Son père Miguel El Tomate quitta sa femme et ses enfants et fuit le quartier, avec sa maîtresse. C'est à Huelva que Niño Miguel est né de cette union.
Niño Miguel est considéré comme l'un des plus grands guitaristes de l'histoire de la guitarra flamenca. Malgré des débuts sensationnels, sa carrière fut prématurément écourtée due à ses problèmes psychiques. Il est atteint de schizophrénie, et, dans les années 1990, il tombe dans l'addiction à l'héroïne.
Ayant appris à jouer de la guitare aux côtés de son père, Niño Miguel s'est développé en autodidacte. À douze ans il accompagne des chanteurs de première catégorie, dans les années 1970 son style de jeu fait sensation. Ce talent rapidement décelé lui apporte le succès et est suivi logiquement, en 1973 par l'obtention du Premio de Honor del Concurso Nacional de Guitarra flamenca, qui fut l'un des plus prestigieux concours de guitare, et qui permettait de découvrir de nouveaux guitaristes.
Sa renommée se répand rapidement auprès du monde de la guitare flamenca. Paco de Lucía conseilla à sa maison de disques Philips de faire enregistrer Niño Miguel. Et en 1975, il  enregistra en 2 jours son premier album solo sous le nom de La Guitarra de el Niño Miguel suivi un an après en 1976 d'un deuxième album, Diferente.
En 1977 La chaîne de télévision espagnole Raices lui  consacre un programme spécial « Miguel un ensayo » dirigé par Manuel Garrido Palacio. Son neveu Tomatito et Enrique Morente comptaient sur lui  pour enregistrer l'album Sacromonte (1982), mais le projet ne vit jamais le jour à la suite du déséquilibre mental du guitariste.
Son dernier concert connu a eu lieu le 29 novembre 2011 à Séville au Teatro Central. Un évènement qualifié d'historique par les médias et le monde du flamenco. Il décède le 23 mai 2013 des suites d'une leucémie.

## Actualités
Le 7 novembre 2009 au Palacio de Deportes de Huelva a eu lieu un concert hommage donné par plusieurs artistes du flamenco dont son neveu Tomatito.
En 2012 est sorti L'ombre des cordes (La sombra de las cuerdas) (de A.Ameline, B.Bodlet et C.Garcia-Berlanga), un documentaire en forme d'hommage qui retrace son parcours artistique et a remporté le prix du meilleur documentaire à la Mostra de Valencia 2010.

## Style de jeu
Deux des traits caractéristiques de Niño Miguel sont le rythme — le « compá » — et l'originalité de ses mélodies et falsetas. Pour son premier album solo, il enregistra avec une simple guitare bon marché en provenance de Valence. Le deuxième album est enregistré avec une guitare de marque Ramírez. Diferente met en avant la spécificité du jeu de Miguel.
La Guitarra de El niño Miguel 1975 (Philips)
1. Vals Flamenco 4.59
2. A mi padre (Farruca) 3.38
3. Vinos y caballos (Bulerias) 4.03
4. Recuerdo de la virgen del rocio (Sevillanas) 3.26
5. PotPurri 4.36
6. Brisas de huelva (Fandangos de huelva) 5.13
7. Entre mazagón y sanlucar (Alegrias) 4.53
8. En el puente nicoba (Soleá) 4.43
9. Mi sentimiento (Rumba) 5.20

Diferente 1976 (Philips)
1. Diferente (Rumba) 3.44
2. Desde el condado (Bulerias) 3.13
3. Recuerdos (Jaleos por Rondeña) 3.23
4. Sueños de la alhambra (Media Granaina) 3.30
5. Minas de riotinto (Taranto) 3.59
6. Lamento (Vals) 3.35
7. En el tablao (Zapateado) 3.07
8. Embrujo y magia (Zambra) 3.05
9. Los pescadores (Farruca) 5.02
10. Cuevas de la joya (Rumba) 2.58